# Rosarium et officium Beatae Mariae Virginis
Rosarium et Officium Beatae Mariae Virginis aliaeque Variae Devotiones Combinatae in Honorem Ssmae Trinitatis Augustissimaque Regina Caelo in Cultum – modlitewnik jezuicki wydany w Wilnie, opracowany przez marszałka Wielkiego Księstwa Litewskiego, Aleksandra Hilarego Połubińskiego.
Księga została napisana w języku łacińskim w latach 1678-1679 i zilustrowana miedziorytami przez Aleksandra Tarasewicza (grafika działającego w Hłusku, Wilnie i Kijowie). 39 ilustracji podzielono na dwie grupy: przedstawienia miesięcy kalendarzowych wraz z pracami rolnymi przynależnymi poszczególnym miesiącom oraz ryciny przedstawiające historie ewangeliczne. W warstwie treściowej dzieło zawiera modlitwy głównie maryjne, w tym różaniec, litanie oraz godzinki. 